# اكيهيتو يامادا
اكيهيتو يامادا (باليابانية: 山田章仁؛ بالكانا: やまだ あきひと) هو لاعب اتحاد الرغبي ياباني، ولد في 26 يوليو 1985 في كيوتو في اليابان.

## وصلات خارجية
- اكيهيتو يامادا على موقع سلسلة سباعيات الرغبي العالمية - رجال (الإنجليزية)
- اكيهيتو يامادا عل موقع إسبنسكروم (الإنجليزية)
- اكيهيتو يامادا على موقع ItsRugby.co.uk (الإنجليزية)